# WWE New Year’s Revolution
New Year’s Revolution – zakończony cykl gal profesjonalnego wrestlingu produkowanych co styczeń w latach 2005–2007 przez World Wrestling Entertainment i nadawanych na żywo w systemie pay-per-view. Wszystkie trzy gale z cyklu należały do brandu Raw.
New Year’s Revolution zostało usunięte z kalendarza gal pay-per-view po redukcji ilości gal w 2008.

## Lista gal
|  | Gala brandu Raw |  | Gala brandu SmackDown |

| Gala                                         | Lokalizacja                           | Arena                  | Walka wieczoru |
| -------------------------------------------- | ------------------------------------- | ---------------------- | --- |
| New Year’s Revolution (2005) 9 stycznia 2005 | San Juan, Portoryko                   | Coliseo de Puerto Rico | Triple H vs. Batista vs. Randy Orton vs. Chris Jericho vs. Chris Benoit vs. Edge Elimination Chamber match o zawieszony World Heavyweight Championship z sędzią specjalnym Shawnem Michaelsem |
| New Year’s Revolution (2006) 8 stycznia 2006 | Albany, Nowy Jork                     | Pepsi Arena            | John Cena (c) vs. Edge Singles match o WWE Championship |
| New Year’s Revolution (2007) 7 stycznia 2007 | Kansas City, Missouri                 | Kemper Arena           | John Cena (c) vs. Umaga Singles match o WWE Championship |
| New Year’s Revolution (2024) 5 stycznia 2024 | Vancouver, Kolumbia Brytyjska, Kanada | Rogers Arena           | Randy Orton vs. AJ Styles vs. LA Knight Triple threat match o miano pretendenta do Undisputed WWE Universal Championship na Royal Rumble                                                      |

## Wyniki gal

### 2005
New Year’s Revolution (2005) – gala wrestlingu wyprodukowana przez federację World Wrestling Entertainment (WWE) dla zawodników z brandu Raw. Odbyła się 9 stycznia 2005 w Coliseo de Puerto Rico w San Juan w Portoryko. Emisja była przeprowadzana na żywo w systemie pay-per-view. Była to pierwsza gala w chronologii cyklu New Year’s Revolution.
Podczas gali odbyło się siedem walk, w tym jedna nietransmitowana w telewizji. Walką wieczoru był Elimination Chamber match o zawieszony World Heavyweight Championship, w którym Triple H pokonał Edge’a, Chrisa Benoit, Chrisa Jericho, Batistę oraz Randy’ego Ortona. Oprócz tego Trish Stratus odebrała od Lity jej WWE Women’s Championship, zaś Shelton Benjamin obronił WWE Intercontinental Championship pokonując Mavena.
| Nr                                                                                    | Wyniki                                                                                                 | Stypulacje                                                                                                   | Czas  |
| ------------------------------------------------------------------------------------- | --- | --- | ----- |
| 1D                                                                                    | The Hurricane The Hurricane i Rosey Rosey pokonali La Résistance (Sylvaina Greniera i Robérta Conwaya) | Tag team match                                                                                               | 05:13 |
| 2                                                                                     | Eugene i William Regal (c) pokonali Christiana i Tysona Tomko                                          | Tag team match o World Tag Team Championship                                                                 | 12:22 |
| 3                                                                                     | Trish Stratus pokonała Litę (c)                                                                        | Singles match o WWE Women’s Championship                                                                     | 03:46 |
| 4                                                                                     | Shelton Benjamin (c) pokonał Mavena                                                                    | Singles match o WWE Intercontinental Championship                                                            | 06:08 |
| 5                                                                                     | Shelton Benjamin (c) pokonał Mavena                                                                    | Singles match o WWE Intercontinental Championship                                                            | 00:05 |
| 6                                                                                     | Muhammad Hassan (z Daivarim) pokonał Jerry’ego Lawlera (z Jimem Rossem)                                | Singles match                                                                                                | 10:51 |
| 7                                                                                     | Kane pokonał Snitsky'ego                                                                               | Singles match                                                                                                | 11:38 |
| 8                                                                                     | Triple H (z Rikiem Flairem) pokonał Edge’a, Chrisa Benoit, Chrisa Jericho, Batistę i Randy’ego Ortona  | Elimination Chamber match o zawieszony World Heavyweight Championship z sędzią specjalnym Shawnem Michaelsem | 35:01 |
| (c) – mistrz/mistrzyni przed walkąD – walka była dark matchem (nietransmitowana w TV) | | |       |

Eliminacje w Elimination Chamber matchu
| Nr. eliminacji | Wrestler      | Nr. wejściowy | Wyeliminowany przez | Metoda eliminacji                    | Czas  |
| -------------- | ------------- | ------------- | ------------------- | ------------------------------------ | ----- |
| 1              | Edge          | 4             | Chrisa Jericho      | Przypięty po otrzymaniu Lionsault    | 19:20 |
| 2              | Chris Benoit  | 2             | Batistę             | Przypięty po otrzymaniu Spinebuster  | 26:13 |
| 3              | Chris Jericho | 1             | Batistę             | Przypięty po otrzymaniu Batista Bomb | 27:35 |
| 4              | Batista       | 6             | Randy’ego Ortona    | Przypięty po otrzymaniu RKO          | 32:29 |
| 5              | Randy Orton   | 5             | Triple H’a          | Przypięty po otrzymaniu Pedigree     | 35:01 |
| Zwycięzca      | Triple H      | 3             | –                   | –                                    | –     |

### 2006
New Year’s Revolution (2005) – gala wrestlingu wyprodukowana przez federację World Wrestling Entertainment (WWE) dla zawodników z brandu Raw. Odbyła się 8 stycznia 2006 w Pepsi Arena w Albany w Nowym Jorku. Emisja była przeprowadzana na żywo w systemie pay-per-view. Była to druga gala w chronologii cyklu New Year’s Revolution.
Podczas gali odbyło się dziewięć walk, w tym jedna będąca częścią niedzielnej tygodniówki Sunday Night Heat. W walce wieczoru John Cena obronił WWE Championship w Elimination Chamber matchu pokonując Shawna Michaelsa, Carlito, Kurta Angle'a, Chrisa Mastersa oraz Kane’a. Po walce Edge wykorzystał swój kontrakt Money in the Bank na Cenie, po czym pokonał go o mistrzostwo w singlowej walce. Oprócz tego Ric Flair pokonał Edge’a przez dyskwalifikacje broniąc WWE Intercontinental Championship.
| Nr                                                                                            | Wyniki                                                                                   | Stypulacje                                                                         | Czas  |
| --------------------------------------------------------------------------------------------- | ---------------------------------------------------------------------------------------- | ---------------------------------------------------------------------------------- | ----- |
| 1H                                                                                            | Chavo Guerrero pokonał Snitsky'ego                                                       | Singles match                                                                      | 05:13 |
| 2                                                                                             | Ric Flair (c) pokonał Edge’a (z Litą) przez dyskwalifikację                              | Singles match o WWE Intercontinental Championship                                  | 07:17 |
| 3                                                                                             | Trish Stratus (c) pokonała Mickie James                                                  | Singles match o WWE Women’s Championship                                           | 07:18 |
| 4                                                                                             | Jerry Lawler pokonał Gregory’ego Helmsa                                                  | Singles match                                                                      | 09:32 |
| 5                                                                                             | Triple H pokonał Big Showa                                                               | Singles match                                                                      | 16:11 |
| 6                                                                                             | Shelton Benjamin (z Mommą Benjamin) pokonał Viscerę                                      | Singles match                                                                      | 07:48 |
| 7                                                                                             | Ashley Massaro pokonała Marię, Torrie Wilson, Victorię i Candice Michelle                | Bra & Panties Gauntlet match                                                       | 11:01 |
| 8                                                                                             | John Cena (c) pokonał Carlito, Chrisa Mastersa, Shawna Michaelsa, Kane’a i Kurta Angle'a | Elimination Chamber match for the WWE Championship                                 | 28:23 |
| 9                                                                                             | Edge (z Litą) pokonał Johna Cenę (c)                                                     | Singles match o WWE Championship Edge wykorzystał swój kontrakt Money in the Bank. | 01:46 |
| (c) – mistrz/mistrzyni przed walkąH – walka była transmitowana przed PPV na Sunday Night Heat |                                                                                          |                                                                                    |       |

Eliminacje w Elimination Chamber matchu
| Nr. eliminacji | Wrestler       | Nr. wejściowy | Wyeliminowany przez       | Metoda eliminacji                                           | Czas  |
| -------------- | -------------- | ------------- | ------------------------- | ----------------------------------------------------------- | ----- |
| 1              | Kurt Angle     | 4             | Shawna Michaelsa          | Przypięty po otrzymaniu Sweet Chin Music                    | 13:58 |
| 2              | Kane           | 6             | Carlito i Chrisa Mastersa | Przypięty po otrzymaniu Double DDT oraz zderzeniu z Carlito | 19:24 |
| 3              | Shawn Michaels | 1             | Carlito                   | Przypięty po otrzymaniu rolling cutter                      | 23:35 |
| 4              | Chris Masters  | 5             | Carlito                   | Przypięty ruchem roll-up                                    | 28:15 |
| 5              | Carlito        | 3             | Johna Cenę                | Przypięty ruchem roll-up                                    | 28:22 |
| Zwycięzca      | John Cena (c)  | 2             | –                         | –                                                           | –     |

### 2007
New Year’s Revolution (2007) – gala wrestlingu wyprodukowana przez federację World Wrestling Entertainment (WWE) dla zawodników z brandu Raw. Odbyła się 7 stycznia 2007 w Kemper Arena w Kansas City w stanie Missouri. Emisja była przeprowadzana na żywo w systemie pay-per-view. Była to trzecia i ostatnia gala w chronologii cyklu New Year’s Revolution.
Podczas gali odbyło się dziewięć walk, w tym jedna nietransmitowana w telewizji. W walce wieczoru John Cena obronił WWE Championship pokonując Umagę. Oprócz tego walka Rated-RKO (Edge’a i Randy’ego Ortona) z D-Generation X (Triple H’em i Shawnem Michaelsem) o World Tag Team Championship zakończyła się bez rezultatu. Galę w systemie pay-per-view wykupiono 220 000 razy.
| Nr                                                                                    | Wyniki | Stypulacje                                                                     | Czas  |
| ------------------------------------------------------------------------------------- | --- | ------------------------------------------------------------------------------ | ----- |
| 1D                                                                                    | Vladimir Kozlov pokonał Eugene’a                                                                               | Singles match                                                                  | –     |
| 2                                                                                     | Jeff Hardy (c) pokonał Johnny’ego Nitro (z Meliną)                                                             | Steel Cage match o WWE Intercontinental Championship                           | 14:50 |
| 3                                                                                     | Cryme Tyme (Shad Gaspard i JTG) wygrali eliminując jako ostatnich Lance’a Cade'a i Trevora Murdocha            | Tag team turmoil match wyłaniający pretendentów do World Tag Team Championship | 19:03 |
| 4                                                                                     | Kenny Dykstra pokonał Rica Flaira                                                                              | Singles match                                                                  | 10:02 |
| 5                                                                                     | Mickie James (c) pokonała Victorię                                                                             | Singles match o WWE Women’s Championship                                       | 6:50  |
| 6                                                                                     | Rated-RKO (Edge i Randy Orton) (c) vs. D-Generation X (Triple H i Shawn Michaels) zakończyło się bez rezultatu | Tag team match o World Tag Team Championship                                   | 23:20 |
| 7                                                                                     | Chris Masters pokonał Carlito (z Torrie Wilson)                                                                | Singles match                                                                  | 5:55  |
| 8                                                                                     | John Cena (c) pokonał Umagę (z Armando Estradą)                                                                | Singles match o WWE Championship                                               | 17:20 |
| (c) – mistrz/mistrzyni przed walkąD – walka była dark matchem (nietransmitowana w TV) | |                                                                                |       |

Eliminacje w Tag Team Turmoil matchu
| Nr. wejściowy | Drużyna                                                         | Nr. eliminacji | Wyeliminowani przez               |
| ------------- | --------------------------------------------------------------- | -------------- | --------------------------------- |
| 1             | The Highlanders (Robbie i Rory McAllister)                      | 1              | The World’s Greatest Tag Team     |
| 2             | The World’s Greatest Tag Team (Shelton Benjamin i Charlie Haas) | 3              | Lance’a Cade'a i Trevora Murdocha |
| 3             | Jim Duggan i Super Crazy                                        | 2              | The World’s Greatest Tag Team     |
| 4             | Lance Cade i Trevor Murdoch                                     | 4              | Cryme Tyme                        |
| 5             | Cryme Tyme (Shad Gaspard i JTG)                                 | Zwycięzcy      | 19:03                             |